# Castéra (Pyrénées-Atlantiques)
Pour les articles homonymes, voir Castéra.
Castéra est une ancienne commune française du département des Pyrénées-Atlantiques. Le 30 décembre 1848, la commune fusionne avec Loubix pour former la nouvelle commune de Castéra-Loubix.

## Géographie
Castéra est situé à l'extrême est du département et à vingt-cinq kilomètres de Pau.

## Toponymie
Le toponyme Castéra apparaît sous les formes 
Casteraa et  Castelar (respectivement 1385 et XIVe siècle, censier de Béarn), 
Lo Casteraa et Lobixs (1429, censier de Montaner), 
Lo Casterra et Lo Casterar (respectivement 1546 et 1549, réformation de Béarn), 
Le Castéra au Vicbilh (1778, dénombrement de Pontacq) et 
Castera (1793 et 1801, Bulletin des Lois pour la deuxième référence).

## Histoire
Paul Raymond note qu'en 1385, Castéra comptait quatorze feux et dépendait alors du bailliage de Montaner. Le fief de Castéra était vassal de la vicomté de Béarn.

## Démographie
| 1793 | 1800 | 1806 | 1821 | 1831 | 1836 |
| ---- | ---- | ---- | ---- | ---- | ---- |
| 157  | 156  | 209  | 173  | 159  | 172  |

## Culture locale et patrimoine

### Patrimoine religieux
L'église Saint-Michel, de Castéra, date partiellement du haut Moyen Âge.

## Pour approfondir